# Kinlochewe
Kinlochewe (Schots-Gaelisch: Ceann Loch Iù) is een dorp in de buurt van Gairloch in de Schotse lieutenancy Ross and Cromarty in het raadsgebied Highland.

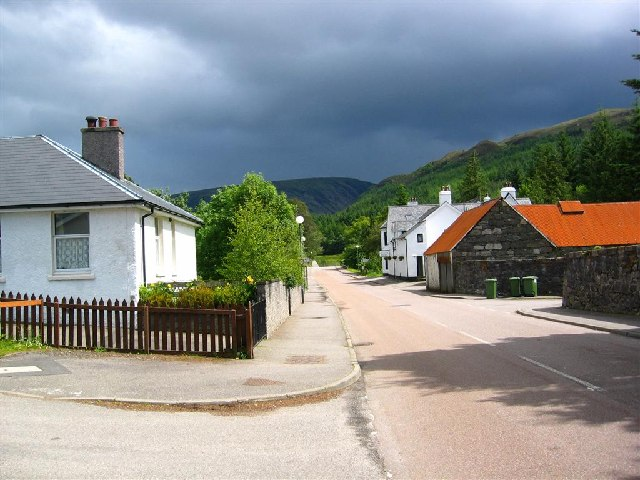
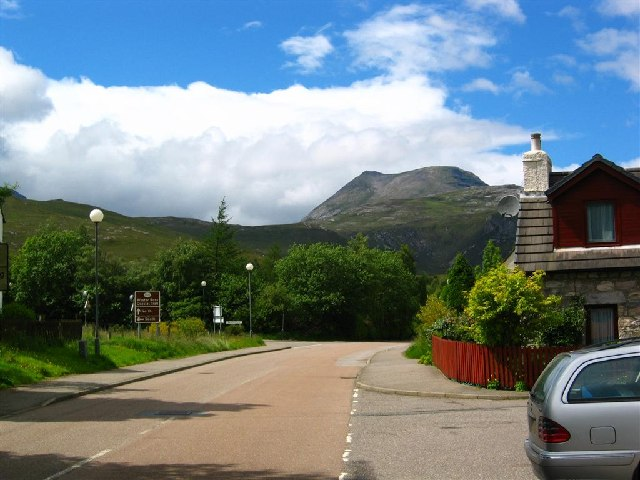
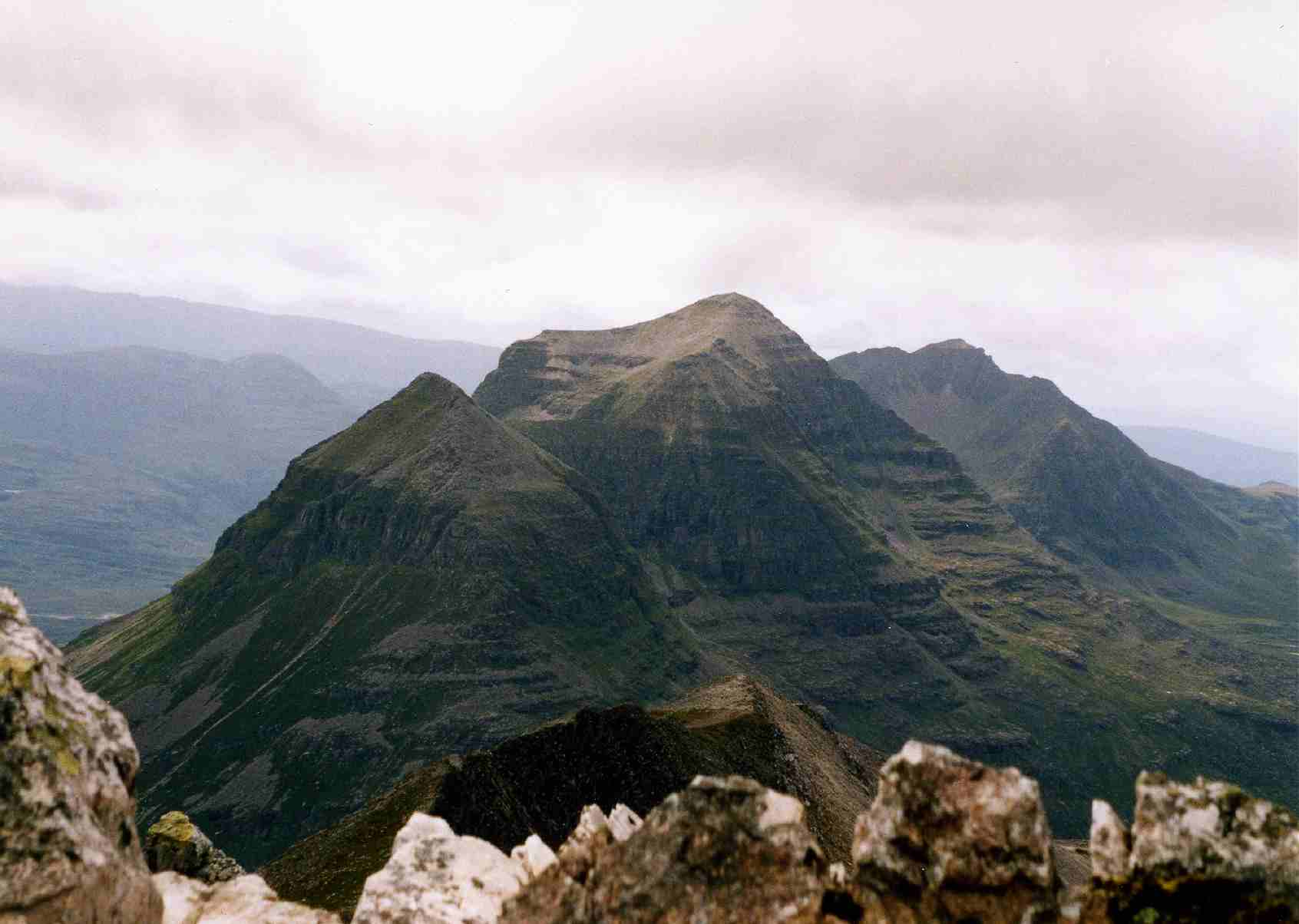
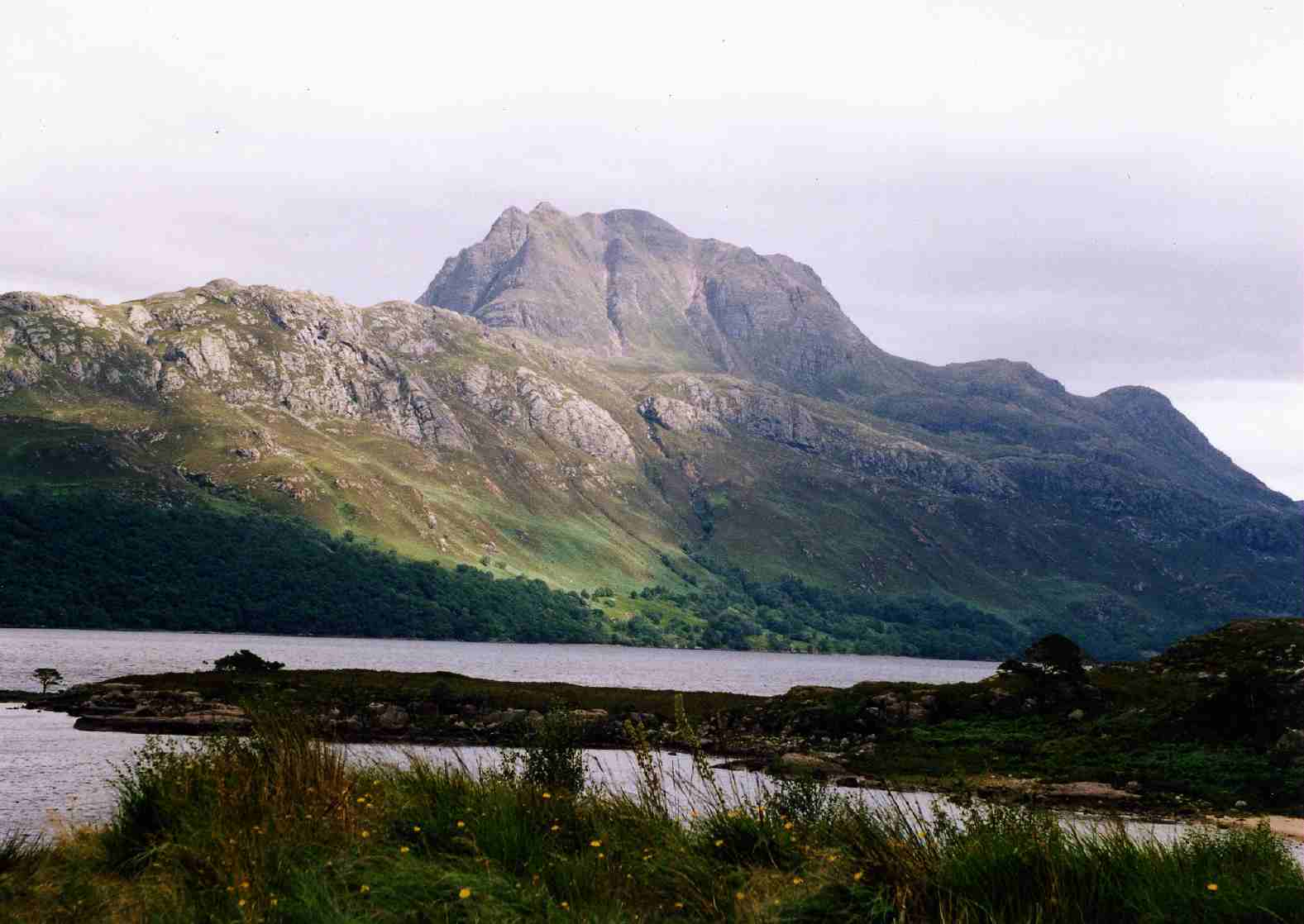
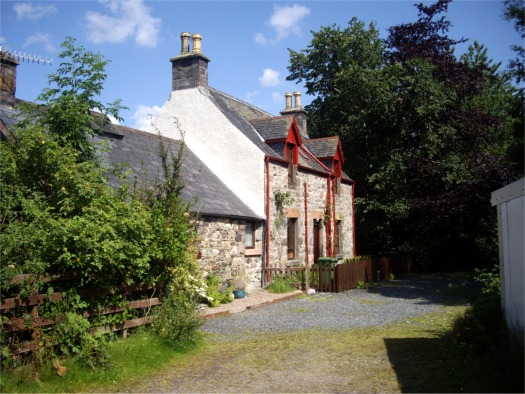